# Copris hispanus
Copris hispanus är en skalbaggsart som beskrevs av Carl von Linné 1764. Copris hispanus ingår i släktet Copris och familjen bladhorningar.

## Underarter
Arten delas in i följande underarter:
- C. h. cavolinii
- C. h. persianus

## Bildgalleri

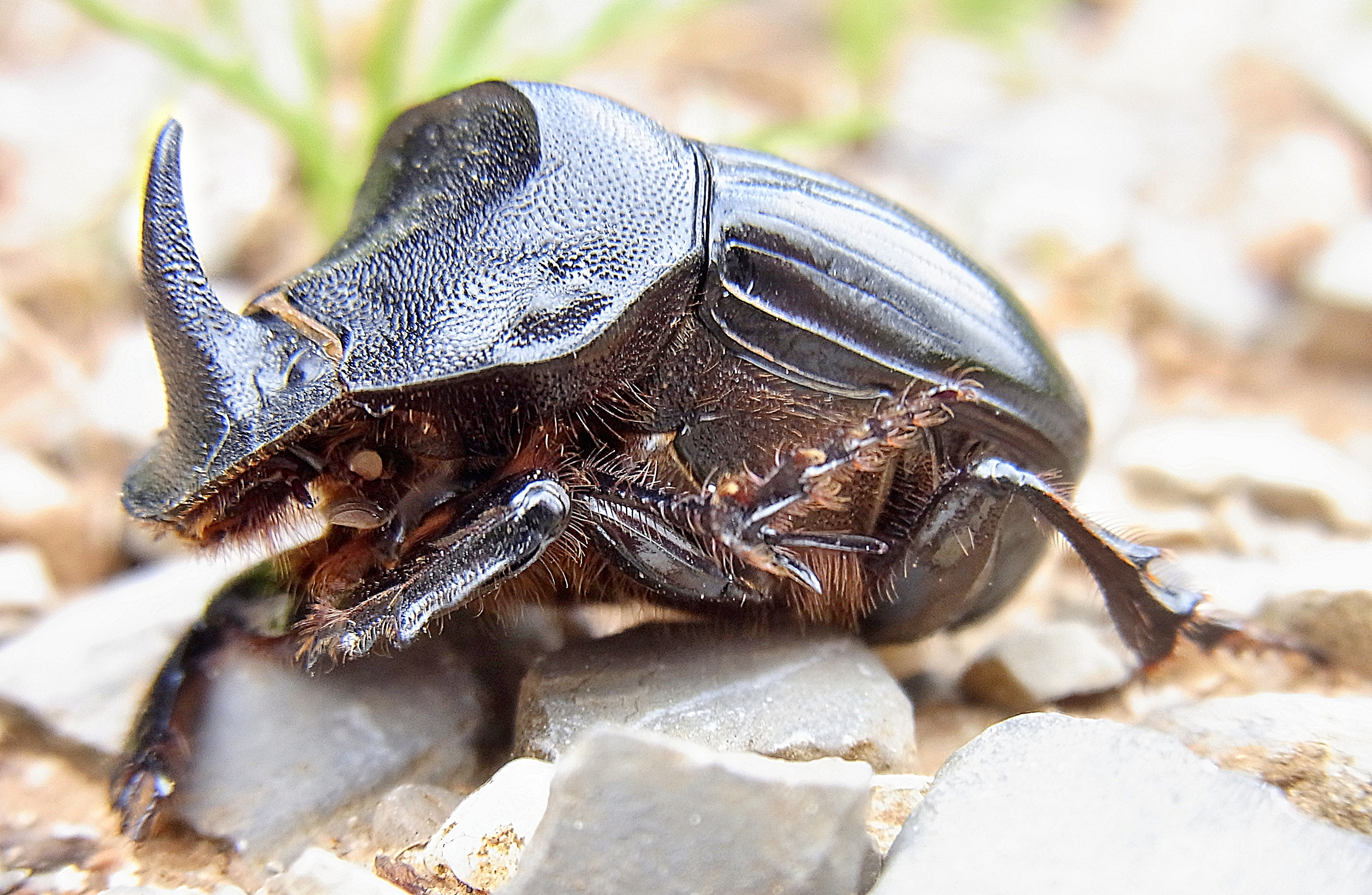
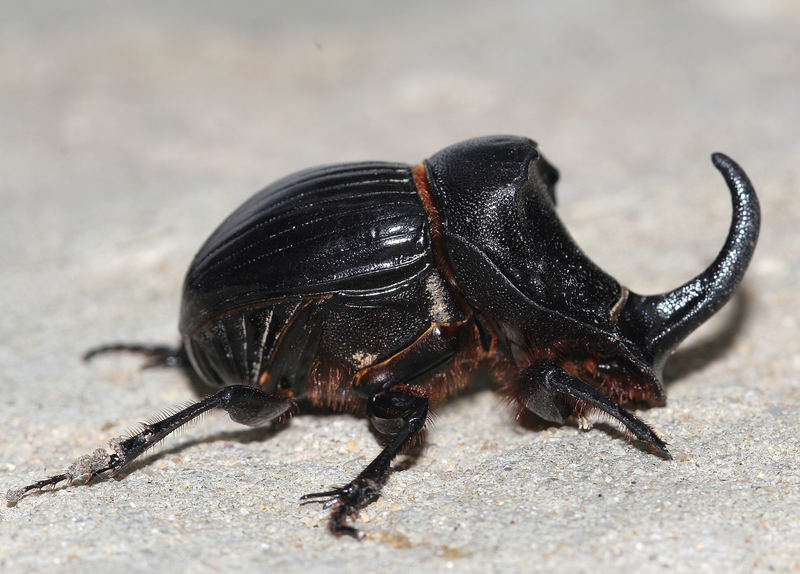
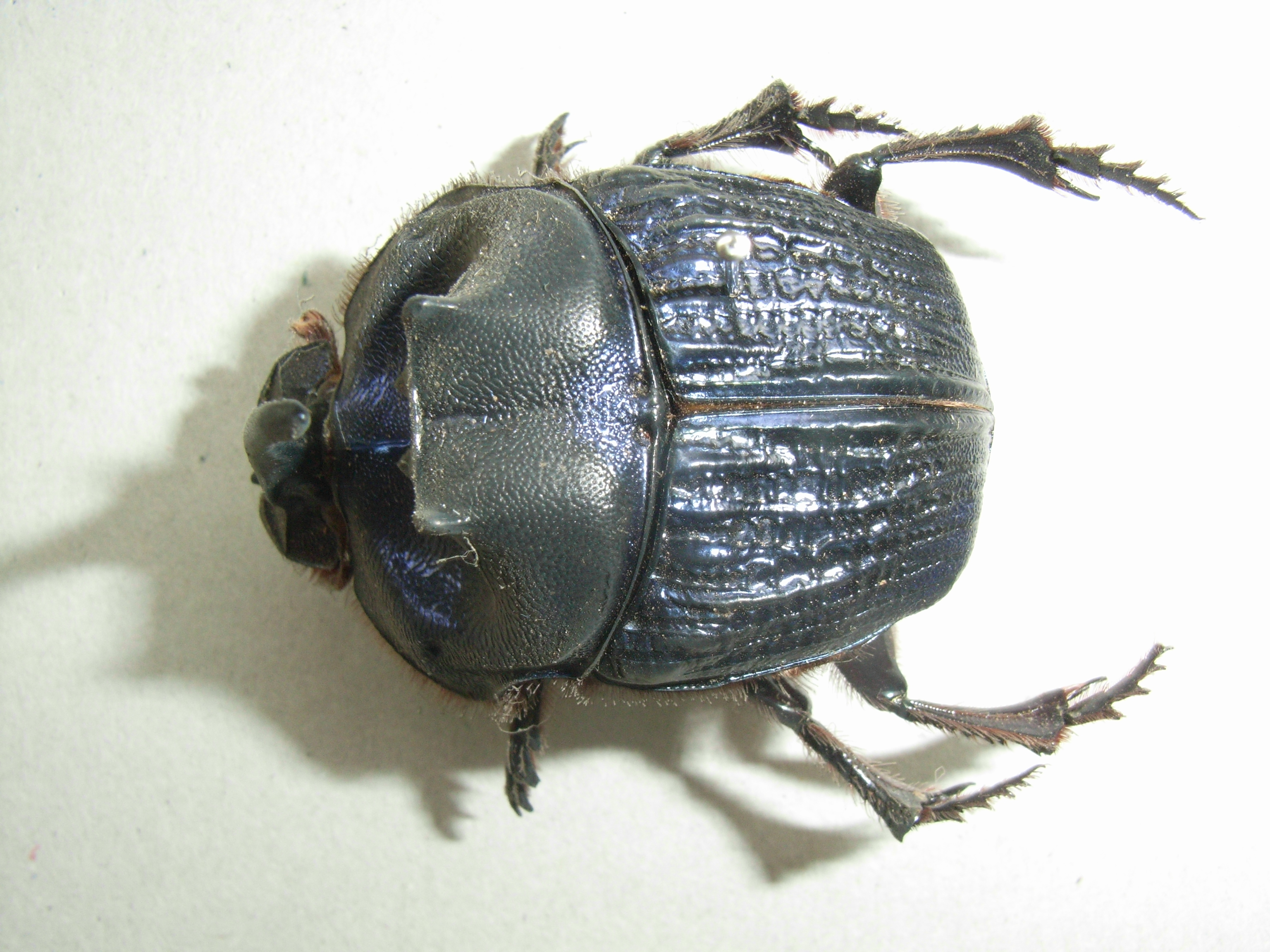
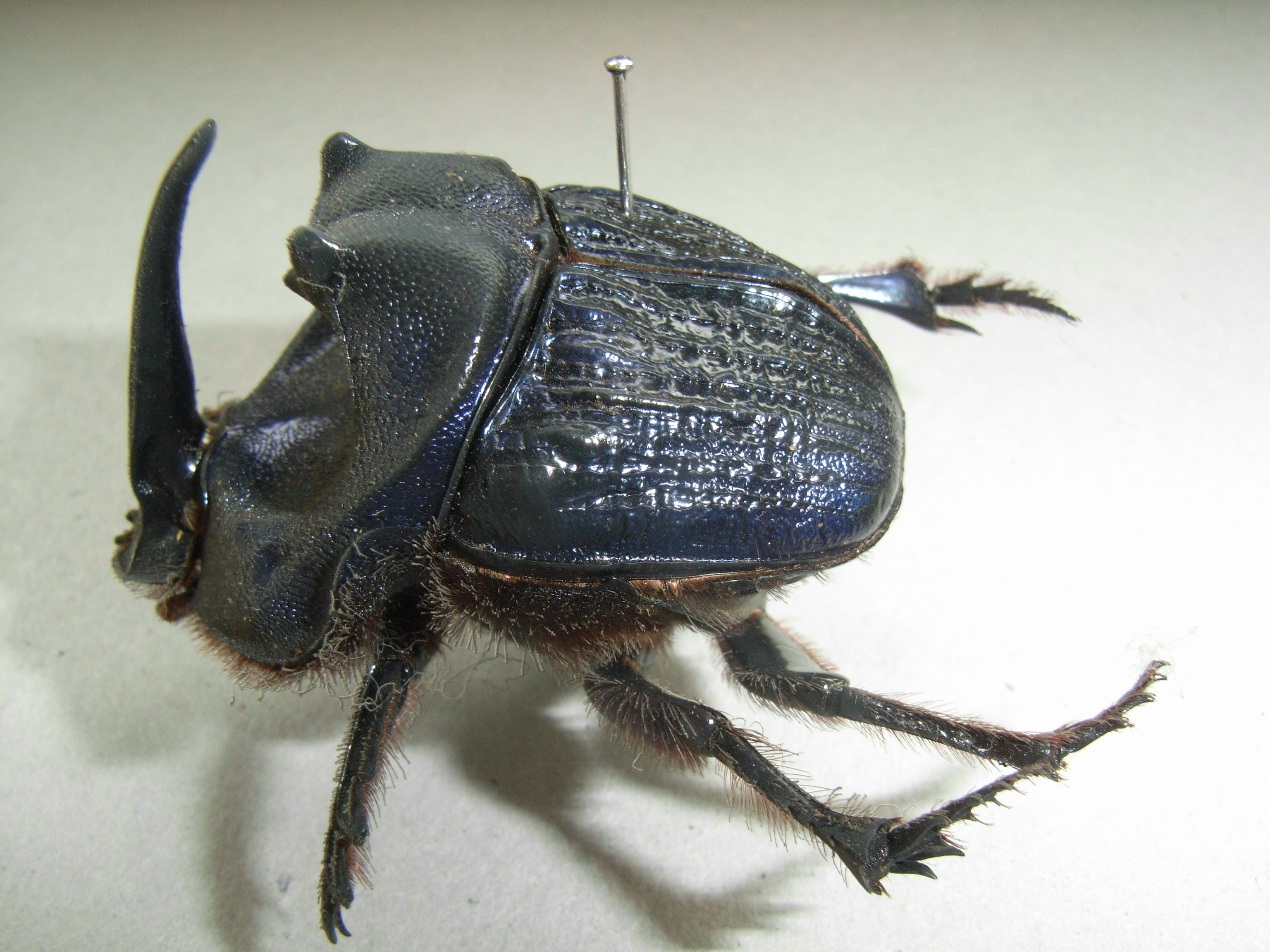
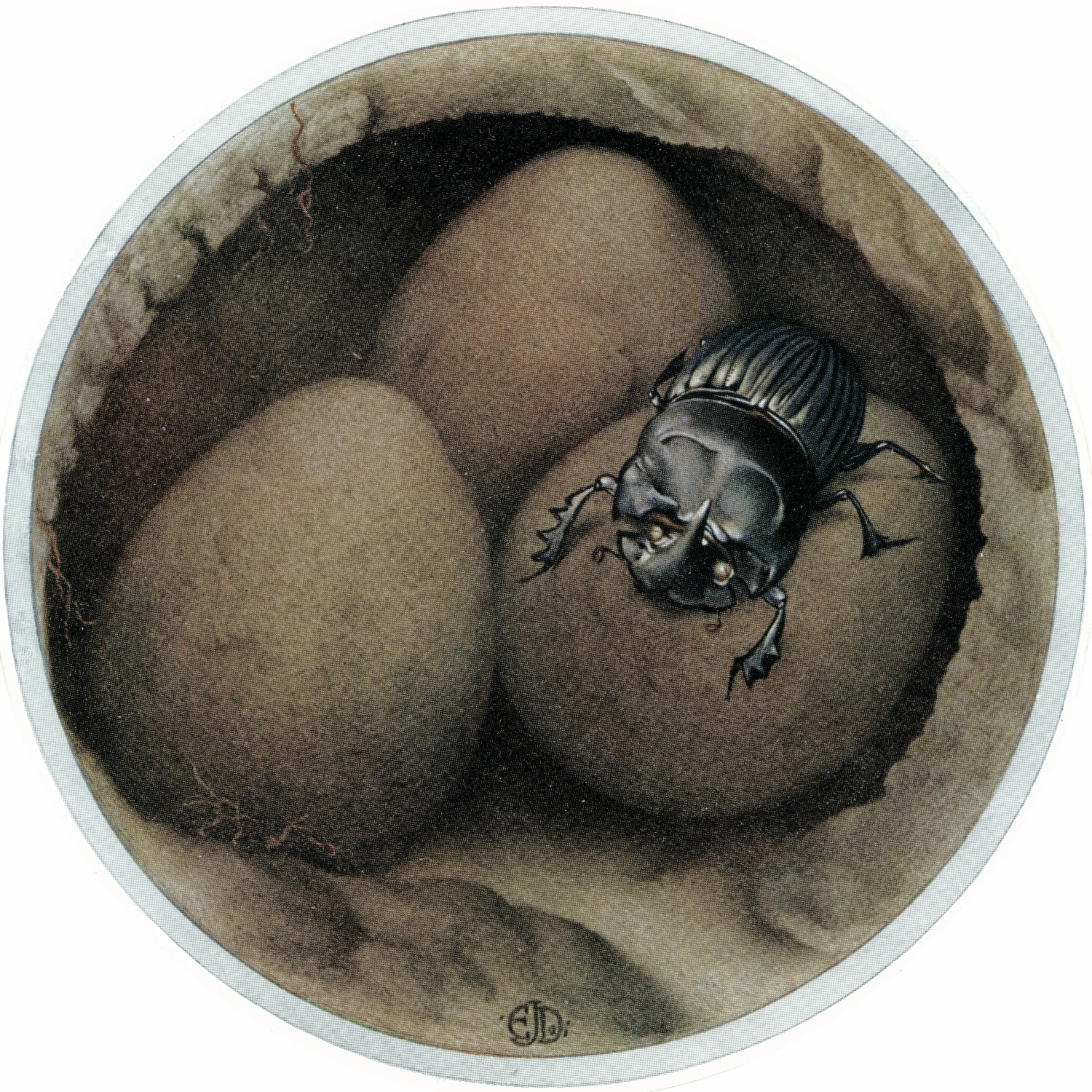